# Marcus London
Marcus London (15 de Janeiro 1968, Londres, Inglaterra) é um ator pornográfico. Ele começou a aprecer em filmes adultos em 1995 com 27 anos de idade, tendo desde então aparecido em mais de 120 filmes.
London casou-se com a atriz pornográficaDevon Lee em14 de Janeiro de  2007 em Las Vegas, apenas com  oito meses de namoro.

## Prêmios
- AVN Award 2007 – Melhor Cena Oral, Filme – FUCK[3]
- AVN Award 2010 – Melhor Cena Grupal – 2040[4]